# آرماند بژار
آرماند ژرسیند کلاری الیزابت بژار (فرانسوی: Armande-Grésinde-Claire-Élisabeth Béjart‎؛ زادهٔ ۱۶۴۰ – درگذشتهٔ ۳۰ نوامبر ۱۷۰۰) بازیگر زن تئاتر، فرانسوی و همسر نویسنده و نمایشنامه نویس معروف فرانسوی مولیر (ژان باتیست پوکلن) بود. بژار دو پسر به نام‌های لویی و پیر و یک دختر به نام مادلِن از مولیر داشت. وی به صورت کاملاً اتفاقی با همسرش آشنا شد. خانواده او و مولیر با همکاری هم تماشاخانه‌ای در پاریس تأسیس کردند. مادرش نیز از بازیگران تئاتر بود. مادر بژار مادلن بژار نام داشت. بژار در سال ۱۶۶۲ با مولیر ازدواج کرد. او هجده سال از همسرش کوچکتر بود. سه سال پس از مرگ مولیر وی خانه‌ای به ارزش ۵۴۰۰ پوند در حومه مودون پاریس خریداری کرد. هم‌اکنون این خانه تبدیل به موزه شده‌است. همسر دوم او نیز بازیگر تئاتر بود. او پس از مرگ همسر اولش به آموزش بازیگری در مدرسه‌ای پرداخت.
سرانجام بژار در ۳۰ نوامبر ۱۷۰۰ و در پاریس در ۶۰ سالگی درگذشت.